# Кубок Либертадорес по пляжному футболу
Кубок Либертадорес по пляжному футболу (исп. Copa Libertadores de Fútbol Playa) — турнир по пляжному футболу, разыгрываемый в Южной Америке. Организатором турнира выступает КОНМЕБОЛ. Впервые турнир был разыгран в сезоне 2016 года. Действующим победителем турнира является парагвайский клуб «Сан-Антонио». Трижды в турнире побежал бразильский «Васко да Гама».
В Кубке Либертадорес участвует 12 команд, включая 10 клубов, ставших победителями национальных чемпионатов Южной Америки по пляжному футболу. Ещё две путёвки получает команда из страны, принимающей турнир, а также победитель предыдущего розыгрыша.

## История
Кубок Либертадорес по пляжному футболу был организован КОНМЕБОЛ. Первый турнир должен был пройти в с 6 по 11 декабря 2016 года в бразильском городе Сантус, но из-за гибели игроков бразильской футбольной команды «Шапекоэнсе» в авиационной катастрофе соревнование было перенесено по просьбе Конфедерации пляжного футбола Бразилии. В итоге турнир начался 9 января 2017 года, а завершился финальной игрой 15 января между аргентинским «Росарио Сентраль» и бразильским «Васко да Гама», где сильнейшими оказались последние.
Второй розыгрыш должен был пройти в боливийском городе Санта-Крус, но был перенесён в Парагвай из-за вмешательства государства в деятельность Боливийской федерации футбола. Пандемия COVID-19 стала причиной отмены турниров в аргентинском Росарио в 2020 и 2021 годах.

## Результаты
| Сезон | Место                    | Уч. | Призёры        | Призёры          | Призёры              | Призёры           |
| Сезон | Место                    | Уч. | Победитель     | 2-е место        | 3-е место            | 4-е место         |
| ----- | ------------------------ | --- | -------------- | ---------------- | -------------------- | ----------------- |
| 2016  | Сантус, Бразилия         | 9   | Васко да Гама  | Росарио Сентраль | Депортес Икике       | Пунта Эрмоса      |
| 2017  | Ламбаре, Парагвай        | 12  | Васко да Гама  | Малвин           | Универсидад Аутонома | Гарден            |
| 2018  | Рио-де-Жанейро, Бразилия | 12  | Витория        | Васко да Гама    | Сампайо Корреа       | Акассусо          |
| 2019  | Луке, Парагвай           | 12  | Васко да Гама  | Серро Портеньо   | Акассусо             | Фундасьон Монагас |
| 2022  | Икике, Чили              | 12  | Президент Хейс | Сампайо Корреа   | Акассусо             | Альто-Осписио     |
| 2023  | Луке, Парагвай           | 12  | Сан-Антонио    | Президент Хейс   | Либертад             | Юнион Лурин       |
| 2024  | Луке, Парагвай           | 12  | Васко да Гама  | Спортиво Лукеньо | Сентаурос            | 24 сентября       |

## Лучшие игроки
| Сезон | Лучший игрок               | Лучший вратарь                  | Лучший бомбардир                   |
| ----- | -------------------------- | ------------------------------- | ---------------------------------- |
| 2016  | Маурисиньо (Васко да Гама) | Рафаэль Падилья (Васко да Гама) | Бокинья (Васко да Гама, 12 голов)  |
| 2017  | Бокинья (Васко да Гама)    | Сезар Азимонти (Малвин)         | Карлос Карбальо (Гарден, 18 голов) |
| 2018  |                            |                                 | Нелито (Витория, 9 голов)          |